# V640 Возничего
V640 Возничего (лат. V640 Aurigae) — двойная затменная переменная звезда типа W Большой Медведицы (EW) в созвездии Возничего на расстоянии приблизительно 1274 световых лет (около 391 парсека) от Солнца. Видимая звёздная величина звезды — от +13,25m до +12,52m. Орбитальный период — около 0,328 суток (7,8719 часов).

## Характеристики
Первый компонент — жёлтая звезда спектрального класса G. Радиус — около 1,39 солнечного, светимость — около 1,23 солнечной. Эффективная температура — около 5148 K.
Второй компонент — жёлтая звезда спектрального класса G.